# 知识无界运动
知识无界（Access to Knowledge，A2K）运动是由认为获得知识应与正义、自由和经济发展的基本原则联系起来的的民间社会团体、政府和个人的松散集合。

## 运动团体所使用的
许多不同团体与A2K运动有联系。国际消费者协会尤为突出，并定义该运动为：
这项运动旨在推动公众更平等地接触人类文化和经验。运动的最终目标是创造一个人人可以享受教育和文化成果的世界，消费者和创作者都身处在充满创新和创造的充满活力的生态系统中。

消费者团体、 非政府组织、 活动家、 互联网用户和其他人对此感兴趣。但是他们中的许多人，一旦提到其中的具体问题，就有点让人气馁了。这些问题，包括版权和专利的法律改革、 开放内容许可和通信的权利，往往涉及法律和技术的概念，专家处理起来都很困难。
CP科技（现在是Knowledge Ecology International）说：“A2K （知识无界） 运动考虑那些影响知识的版权法和其他规章，并把他们放在一个可理解的社会需求和获得知识产品的政策平台上。”

## A2K 网络
许多涉及这些问题的组织也是网络的一部分，A2K 网络由国际消费者协会运行。

## 声明和条约草案
2003年签署的《关于获取科学和人文知识的开放权利的柏林宣言》是学术出版界反映该运动目标的主要声明。
A2K更广泛的目标体现在巴西和阿根廷为世界知识产权组织发展议程呼吁的草案条约。条约旨在缓解发展中国家知识转移，并确保世界各地的开放式创新系统的可行性。

## 人权问题的辩论
《世界人权宣言》第27条保障人们获取知识和科学的权利，这一权利与精神和物质利益的保护权具有相同地位：
第 27 条
每个人都有权自由参加社区文化生活，享受艺术，并分享科学进步及其带来的好处。

每个人都有权享受对他从自己所创作的科学、 文学或艺术作品获得精神和物质利益的保护。